# Riyoko Ikeda
Riyoko Ikeda (池田 理代子?, Ikeda Riyoko; Osaka, 18 dicembre 1947) è una fumettista e soprano giapponese, conosciuta in Italia per Lady Oscar, Caro fratello, Orpheus - La finestra di Orfeo, Elisabetta - La regina che sposò la patria ed Eroica - La gloria di Napoleone.

## Biografia
È la maggiore di quattro figli. La madre discende da un'antica famiglia di samurai, quindi aristocratica, mentre il padre, manager di un produttore di biciclette e reduce di guerra, è un uomo del ceto medio, dai rigorosi valori morali. Contro il volere delle famiglie di entrambi e contro l'antica tradizione nipponica, i suoi genitori riescono a sposarsi. Ha una sorella, di due anni più giovane, e due fratelli minori.
Frequenta la scuola elementare Shinjō di Osaka. Cresciuta a Kashiwa, nella prefettura di Chiba, per il trasferimento del padre, studia al liceo Hakuō di Tokyo. Vuole fare la romanziera e quindi è appassionata di letteratura russa, come Dostoevskij (preferisce I fratelli Karamazov), Tolstoj e Gorkij. Entra nel 1966 all'Università di educazione di Tokyo, oggi Università di Tsukuba, per studi di filosofia e letteratura presso la facoltà di scienze dell'educazione, dove studia Marx e Lenin. Partecipa al movimento studentesco ed entra subito a far parte del ramo giovanile del Partito Comunista Giapponese, la Lega della Gioventù Democratica del Giappone. Ma deve interrompere gli studi dopo un anno per mancanza di sostegno da parte della sua famiglia. Per guadagnarsi da vivere, inizialmente trova un impiego come cameriera in un bar e inizia poi la carriera di mangaka, da sempre affascinata dalle ambientazioni storiche e da personaggi femminili inquieti e passionali.
Nel 1967, pubblica sulla rivista Shōjo Friend il suo primo manga, Bara-yashiki no shōjo ("La ragazza della casa delle rose"). Il tratto delle sue prime opere è ispirato a quello di Osamu Tezuka, il padre del moderno fumetto giapponese. Dopo una serie di racconti brevi, il successo giunge nel 1972, quando pubblica la sua opera più famosa, Lady Oscar, basata sulla biografia di Maria Antonietta di Stefan Zweig, letta durante le vacanze estive del secondo anno di liceo nel suo libro dei compiti a casa. Dopo molti problemi per trovare un editore, il manga viene pubblicato sul settimanale Margaret, edito dalla Shūeisha e ottiene subito un enorme successo, venendo negli anni successivi trasposto in un'opera teatrale, in un film dal vivo e in una serie anime. La seconda opera di successo è Caro fratello, del 1973, e anche da questo sarà tratta una serie anime. Nel periodo 1974-75 pubblica diverse storie autoconclusive, tra cui Shōko no etude e Claudine. Nel gennaio 1975, sempre su Margaret, per poi essere spostata su Seventeen, inizia la pubblicazione di Orpheus, la sua opera più lunga e articolata, che si concluderà nel 1981.
Il tratto dell'autrice nel corso dei quasi sei anni di serializzazione dell'opera cambia notevolmente, passando dalle forme più propriamente "shōjo" di Lady Oscar ai volti affilati e alle figure allungate della seconda parte della sua produzione. Nel 1980, con Orpheus, riceve il 9º Premio d'Eccellenza da parte dell'Associazione dei fumetti giapponesi. Nel 1982 inizia la pubblicazione di un altro dramma storico, Jotei Ekaterina, basato sulla biografia di Caterina II di Russia scritta da Henry Troyat. Nel 1984 aggiunge nuove storie alla saga di Lady Oscar, pubblicando Lady Oscar - Le storie gotiche, quattro racconti brevi giallo/horror autoconclusivi inseriti circa a metà della saga originale. Nel 1987 pubblica Eroica - La gloria di Napoleone, sequel di Lady Oscar, in cui si narrano le gesta di Napoleone Bonaparte.
Si sposa nel 1999 con un banchiere e riesce a coronare il suo sogno di gioventù diplomandosi in canto al conservatorio nel 2000. Sempre in questo periodo decide di interrompere la sua professione di disegnatrice per dedicarsi a sceneggiare soltanto i suoi manga e viene sostituita alle matite da Erika Miyamoto, una sua ex assistente. Il primo manga di questo nuovo duo è un gaiden ("storie fuori serie" o "episodi extra" ), basato su Orpheus. A questo seguirà nel 1999 il volume unico Elisabetta - La regina che sposò la patria, che affronta le vicende di Elisabetta I d'Inghilterra, a cui segue Niberungu no yubiwa, basato sulla saga wagneriana.
Nel 2003 mette a profitto i suoi studi musicali da soprano e incide il suo primo cd Lovely Songs Memory Drawings, che sarà seguito nel 2005 da Parfums Musicaux de Versailles, in cui interpreta arie settecentesche, alcune delle quali composte da Maria Antonietta. Nel 2005 riprende i personaggi di Lady Oscar e crea delle situazioni comiche in cui poterli disegnare in versione super deformed. Inoltre, sempre nel 2005, disegna e scrive il manga Haru no yuki, tratto dall'omonimo romanzo di Mishima Yukio, pubblicato in Italia come Neve di primavera. Nel 2007 inizia sulle pagine di Kodansha la serializzazione di The Legend, in cui ritorna a occupare anche il ruolo di sceneggiatrice oltre che di disegnatrice.
Nel 2008 le viene assegnata da Nicolas Sarkozy la prestigiosissima Legion d'onore, che è la più alta onorificenza del governo francese, per il suo contributo alla diffusione della storia e della cultura francese, divenendo il 150º giapponese e il primo mangaka a conseguire tale onorificenza grazie a Lady Oscar ed Eroica. Nel 2010 è stata presente al festival Collisioni, tenutosi a Novello, e al Romics come ospite speciale e giurata per la gara di cosplay. Si è esibita come soprano nella Chiesa di Santa Marta a Roma. Nel 2015 è stata ospite della fiera Etna Comics a Catania. Nel 2022 le viene assegnato al Lucca Comics lo Yellow Kid Maestra del fumetto.

## Opere
- Bara-yashiki no shōjo (ばら屋敷の少女? 1967)
- Sokoku ni ai o (祖国に愛を? 1971, 1 volume)
- Futarippochi (ふたりっぽち? 1971, 1 volume)
- Sakurakyō (桜京? 1972, 2 volumi)
- Lady Oscar (ベルサイユのばら?, Berusaiyu no bara, 1972-1973, 10 volumi)
- Shōko no etude (章子のエチュード? 1974, 2 volumi)
- Caro fratello (おにいさまへ…?, Oniisama e..., 1975, 3 volumi)
- Furījia no asa (フリージアの朝? 1976, 1 volume)
- Orpheus - La finestra di Orfeo (オルフェウスの窓?, Orufeusu no mado, 1976-1981, 18 volumi)
- Ai wa eien ni (愛は永遠に? 1976, 1 volume)
- Francesca no shōzō (フランチェスカの肖像? 1976, 1 volume)
- Claudine (クロディ－ヌ?, Kurōdīnu...!, 1978, 1 volume)
- Ayako (妖子? 1981-1984, 2 volumi)
- Epitaram (エピタラム? 1982, 2 volumi)
- Jotei Ekaterina (女帝エカテリーナ? 1983-1984, 5 volumi)
- Paranoia Slyger (パラノイア・ズライカ? 1983, 1 volume)
- Aoi Zakuro (蒼い柘榴? 1983-1984, 2 volumi)
- Kaze o tsumamu Pushike (風を摘むプシケ? 1984-1985, 4 volumi)
- Lady Oscar - Le storie gotiche (ベルサイユのばら外伝?, Berusaiyu no bara gaiden, 1986, 2 volumi)
- Mijo monogatari (魅女物語? 1988-1989, 3 volumi)
- Ten no hate made - Porando hishi (天の涯まで? 1990, 3 volumi)
- Eroica - La gloria di Napoleone (エロイカ? 1986-1995, 12 volumi)
- Orpheus no mado gaiden (オルフェウスの窓外伝? 1998, 1 volume, in collaborazione con Erika Miyamoto)
- Elisabetta - La regina che sposò la patria (エリザベス 国と結婚した女王?, Erizabesu - Kuni to kekkon shita joō, 1999, 1 volume, in collaborazione con Erika Miyamoto)
- Kasuganotsubone (春日局? 2000, 3 volumi)
- Niberungu no yubiwa (ニーベルンクの指輪? 2001-2002, 4 volumi, in collaborazione con Erika Miyamoto)